# El Callejo (Vizcaya)
El Callejo es una entidad de población española del municipio de Valle de Carranza, perteneciente a la provincia de Vizcaya, en la comunidad autónoma del País Vasco.

## Toponimia
El lugar puede aparecer referido como «El Callejo» y «Callejo».

## Historia
Hacia mediados del siglo XIX, el lugar ya pertenecía al ayuntamiento de Valle de Carranza. Aparece descrito en el quinto volumen del Diccionario geográfico-estadístico-histórico de España y sus posesiones de Ultramar de Pascual Madoz con las siguientes palabras:

CALLEJO: barriada en la prov. de Vizcaya, part. jud. de Valmaseda, valle y ayunt. de Carranza.
(Madoz, 1846, p. 313)

En 2022, tenía empadronados 71 habitantes.